# 東洋合成工業
東洋合成工業株式会社（とうようごうせいこうぎょう）は、東京都台東区に本社を置く有機工業薬品・有機溶剤等の製造・販売事業者。JPX日経中小型株指数の構成銘柄の一つ。

## 沿革
- 1954年 - 東京都江戸川区今井にて木村正輝が創業
- 1954年9月 - 東京都江戸川区江戸川3丁目13番地に日本アセチレン化学工業株式会社設立
- 1956年 - 東京都江戸川区小松川へ本社移転
- 1961年5月 - 東洋合成工業株式会社に社名変更
- 1963年1月 - 千葉県市川市に市川工場竣工
- 1971年
  - 2月 - 東京都中央区に東京営業所開設
  - 8月 - 千葉県市川市に本社を移転
  - 10月 - 千葉県市川市に高浜油槽所を開設
- 1982年9月 - 千葉県船橋市に感光材研究所を開設
- 1989年11月 - 千葉東洋合成株式会社感光性材料製造工場（現・千葉工場）完成
- 1996年11月 - 千葉県印西市（旧・印旛郡印旛村）に感光材研究所を移転
- 2006年5月 - 千葉第二工場完成
- 2007年11月 - 株式会社トランスパレントを子会社化
- 2011年
  - 3月 - 兵庫県淡路市に工場建設用地を取得
  - 4月 - 本社及び営業所を東京都中央区日本橋に移転
- 2012年5月 - 千葉県香取郡東庄町に香料工場竣工
- 2013年4月 - 兵庫県淡路市生穂に淡路工場竣工

## 事業所
- 本社・営業所 - 東京都台東区浅草橋1丁目22番16号
- 西日本営業所 - 大阪府大阪市淀川区西宮原1丁目8番41号
- 市川工場 - 千葉県市川市上妙典1603番
- 千葉工場 - 千葉県香取郡東庄町宮野台1番51号
- 淡路工場 - 兵庫県淡路市生穂新島9番1号
- 高浜油槽所 - 千葉県市川市高浜町7番地
- 感光材研究所 - 千葉県印西市若萩四丁目2番地1

## PRTR物質の排出状況
PRTR制度による移動排出量の届出では、発がん性などの有害性の大きなベンゼンの排出量の改善を大きく進めた。市川工場の大気へのベンゼン排出量は、2002年度に年間170トンで全国1位であったが、2004年1月と2005年1月に主要な排出口にベンゼン吸着回収装置（PSA設備）を設置して対策した結果、2005年度に年間18トン（全国12位）まで削減した。その後、市川工場から感光材製品の一部を千葉工場へ移管したことにより、ベンゼン排出は千葉工場に移動している。
| 年度   | 市川工場            | 千葉工場            | 合計    |
| ------ | ------------------- | ------------------- | ------- |
| 2001年 | 100トン（全国3位）  | 0.0トン             | 100トン |
| 2002年 | 170トン（全国1位）  | 0.0トン             | 170トン |
| 2003年 | 140トン（全国1位）  | 0.0トン             | 140トン |
| 2004年 | 82トン（全国1位）   | 0.0トン             | 82トン  |
| 2005年 | 18トン（全国12位）  | 1.4トン             | 19トン  |
| 2006年 | 4.5トン（全国44位） | 8.3トン（全国21位） | 13トン  |